# Tobias Biekens
Tobias Biekens né le 2 janvier 2001, est un joueur belge de hockey sur gazon. Il évolue au poste de milieu de terrain au Braxgata Hockey Club et avec l'équipe nationale belge.
Il a fait ses débuts le 26 février 2019 lors du match amical face à la Russie.